# Gaik brzozowy (obraz)
Gaik brzozowy – pejzaż, obraz olejny na desce polskiego malarza Stanisława Masłowskiego (1853–1926) z około 1890 roku (brak sygnatury).

## Opis
Gaik brzozowy jest obrazem malowanym techniką olejną na desce, bez sygnatury. Jako obraz olejny jest on nietypowy dla twórczości Masłowskiego, którego ulubioną techniką była akwarela.
Obraz jest krajobrazem leśnym – widokiem małego lasku brzozowego. Jest na ogół utrzymany w kolorycie przygaszonej zieleni brzóz i szarzyzn gruntu. Ukazuje bowiem łukowate zarysy kolein przechodzącej przez gaik piaszczystej drogi gruntowej, przy której zielenieją po prawej stronie gęste zarośla krzaczaste, zaś po lewej – szereg białych pni młodych brzóz zwieńczonych u szczytu pękami zielonych gałązek, kontrastujących z tłem jasnego nieba. Niebo wygląda na przysłonięte równomierną, cienką powłoką chmur. Zajmuje ono niewielką, kilkuprocentową, część powierzchni obrazu.
Niniejsza praca – to praca niespełna czterdziestoletniego artysty. W kalendarium jego twórczości przypada po okresie dynamicznych zmian jego twórczej sylwety. Pochodzi z lat 1884–1890 – okresu realizmu czasów Wędrowca i wczesnego pleneru. Uprzednio, w przełomowych latach 1884–1887, Masłowski wszedł bowiem w nowe środowisko sztuki nawiązując bliską koleżeńską współpracę z grupą malarzy i pisarzy związaną z czasopismem Wędrowiec – z Aleksandrem Gierymskim i Antonim Sygietyńskim, jak również z młodymi: Józefem Pankiewiczem i Władysławem Podkowińskim.
Następne lata 1890–1907 to również okres pełen dynamiki, obfitujący u autora prezentowanego tu obrazu w ważkie innowacje malarskie – tak zwany czas burzy i naporu. Jego początkiem było krótkotrwałe przejście przez impresjonizm, a następnie porzucenie go w poszukiwaniu własnej, indywidualnej formy.
Wspomniane innowacje w twórczości artysty, zostały określone jako „nowe malarstwo natury”, „[...] malarstwo oryginalnego, młodzieńczo bezpośredniego, subtelnego w skromnej kolorystycznej gamie ‘wrażeniowego’ realizmu [...]”
Prezentowany tu pejzaż, jest jednym z dokumentów najwcześniejszego pleneru. Do tych „dokumentów” syn artysty, historyk sztuki, Maciej Masłowski zaliczał również Lasek i Moczary (z dawnej kolekcji Feliksa Manggha-Jasieńskiego) – małe pejzaże akwarelowe ze zbiorów Muzeum Narodowego w Krakowie, a ponadto Łubin z wiatrakiem – ze zbiorów rodziny.
Omawiany obraz (ca 1890) pochodzi więc z lat wciąż bardzo dynamicznie rozwijającej się, ale dojrzałej twórczości malarza, kiedy to niebawem jego obraz Rynek w Kazimierzu na Wystawie Światowej w Paryżu (1900) został odznaczony medalem.

## Dane uzupełniające
Niniejszy obraz był reprodukowany w:
- Stanisław Masłowski – Materiały do życiorysu i twórczości, oprac. Maciej Masłowski, Wrocław 1957, wyd. Ossolineum, reprodukcja poza tekstem nr 40.

Prezentowana praca jest przekonywającym dowodem, że malarzowi nie obcy był bliski, bezpośredni kontakt z naturą, że znał ją z własnego, osobistego doświadczenia. Przedstawiony na obrazie lasek brzozowy jest bowiem znajomy wszystkim uwielbiającym „włóczęgę” po lasach, ugorach, nieużytkach – krajoznawcom, a także zbieraczom grzybów. Tego rodzaju Gaik brzozowy jest bowiem typowym siedliskiem niektórych, popularnych ich rodzajów, jak podgrzybki i kanie...
Niniejszy leśny pejzaż jest przekonywającą ilustracją potwierdzającą uwagi prof. Tadeusza Dobrowolskiego (1960) o niezwykle silnym, u Masłowskiego, „odczuciu charakteru ziemi polskiej, szczególnie Mazowsza, umiejętności odszukania w przeciętnym, najzwyklejszym motywie cech ogólnych, istotnych dla płaskiego, pozornie jednostajnego krajobrazu, w związku z czym proste, do kilku głównych elementów sprowadzone pejzaże artysty urastały do rangi żywych, syntetycznych niezmiernie trafnych formuł przedstawienia.” – Omawiany obraz potwierdza również inne spostrzeżenia cytowanego autora – o narastaniu bliskiego kontaktu malarza z naturą, o czym pisał: [...] „Około 1880 r. zaczęły się zacieśniać związki artysty z naturą i żywym modelem, pojmowanymi jeszcze w kategoriach tradycyjnych (nieimpresjonistycznych).[...]
Powyższe uwagi Dobrowolskiego są zbieżne z uwagami Haliny Cękalskiej-Zborowskiej, opublikowanymi w książce: Wieś w malarstwie i rysunku naszych artystówa także z wcześniej (1909) opublikowanym poglądem Henryka Piątkowskiego który podkreślał, że Masłowski jako „[...] jeden z pierwszych w malarstwie polskim wprowadził zupełną bezpośredniość wrażeń z natury. Cała jego młodzieńcza twórczość to fragmenty wyrwane gorąco z przyrody. Wśród pokolenia artystów, do których należał, stoi on na pierwszym planie, nie znika jak tylu innych w cieniu Chełmońskiego, lecz coraz bardziej rozszerza swą własną ścieżkę twórczości”
Do takich, jak niniejszy leśny pejzaż, obrazów Masłowskiego można również odnieść uwagi Mariana Trzebińskiego (1871–1942), młodszego kolegi Masłowskiego, z którym spotkał się (1902) w założonej przez Kierbedziów „malarskiej kolonii” w ich kresowych posiadłościach w Rybiniszkach. Jako częsty gość słonecznych, obfitujących w zabytki Włoch – znajdując się pod wielkim ich urokiem – był rozczarowany brakiem interesujących, według niego, miejscowych motywów malarskich. Był zarazem zdziwiony spostrzegawczością pełnego entuzjazmu Masłowskiego znajdującego w Rybiniszkach i okolicy bardzo liczne tematy dla swego malarstwa. Zanotował, w związku z tym, w swoim pamiętniku następujące uwagi wspomnieniowe: „[...] powróciwszy do kraju patrzyłem na wszystko przez włoskie okulary. W Polsce nie podobało mi się nic. Ani słońce, ani niebo, ani miasta, ani ludzie, tylko tęskniłem do pięknej Italii, lecz niestety na powrót nie miałem pieniędzy.[...] Gdy zjechałem na miejsce, byłem prawie zrozpaczony, takie wydawało mi się wszystko smutne i takie obce.[...] W połowie lata zjechał tu Masłowski. Przy pierwszej okazji zaofiarowałem mu się na przewodnika po ogrodzie i miasteczku, pragnąc pokazać wszystko z najgorszej strony i zrazić swoim pesymizmem. Wyszliśmy do sadu i tu zaraz zwrócił Masłowski uwagę na świeżo wypielone zagony z rzadkimi łodygami buraków na tle ciemniej gładkiej ziemi. [...] Zaraz rzekł do mnie: 'Co pan mówił, że tu nic nie ma do malowania?' I tak podczas spaceru co krok spostrzegał coś godnego oka artysty. [...]”